# Kienberg (Adelsgeschlecht)

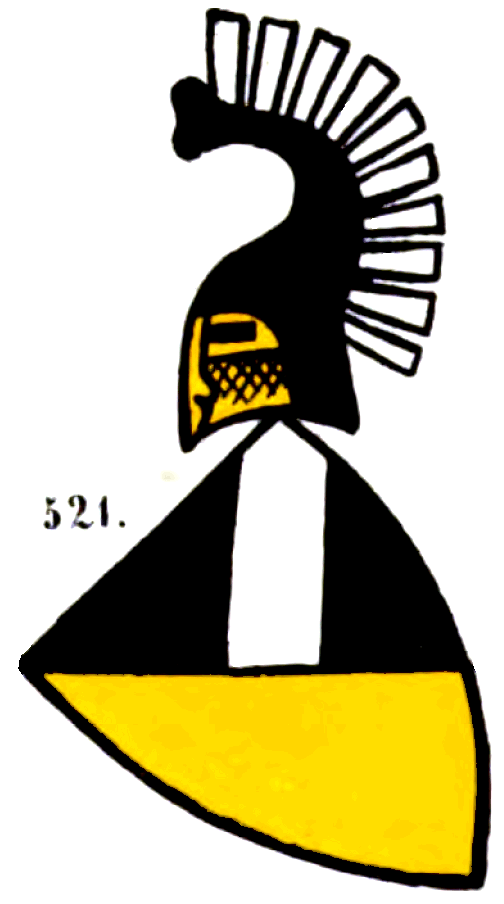
Wappen der Kienberg in der Zürcher Wappenrolle (ca. 1340)

Die Familie der Herren von Kienberg hatte ihren Stammsitz im heutigen Dorf Kienberg SO. Dort ist eine Burg dieses Namens für das 13. Jahrhundert belegt. Zu ihrer Herrschaft gehörten Besitz und Rechte in den Dörfern Kienberg nördlich sowie Erlinsbach AG und Küttigen südlich des Juraübergangs über die Salhöhe. Im Gefolge der Grafen von Habsburg versuchten sie, über diesen Pass mit einer Höhe von 779 m ü. M. eine Art Jura-Sattelherrschaft einzurichten.

## Geschichte
Die Kienberg erscheinen erstmals 1173 in einem Privileg des Stauferkaisers Friedrich I. Barbarossa für das Stift Beromünster. Darin sind ein Vlricus und ein Hartmannus de Chienberh als Zeugen aufgeführt. Im Jahr 1240 stand Heinrich I. von Kienberg in einer Fehde mit Graf Hermann IV. von Frohburg. Trotz Unterstützung von zwei Rittern aus dem Hause Hallwyl wurde seine Burg zerstört, er und seine Partei mussten Urfehde schwören. Zudem mussten sich seine Getreuen verpflichten, im frohburgischen Liestal Geiselhaft zu leisten, wenn er sich nicht an die Abmachung halten sollte.
Ritter Jakob von Kienberg (erwähnt ab 1276; † nach 1298) war Ministeriale der Habsburger. Eine Urkunde vom 19. Oktober 1276 belegt dies, denn damit erhielt er von Graf Hartmann von Habsburg die Burg Kienberg zu Lehen. Zum Lehen gehörten verschiedene Höfe in Kienberg selbst, Höfe in Erlinsbach, Küttigen, Wölflinswil, Wittnau AG, Stein AG, Zeiningen, Magden, sowie weitere Güter im Fricktal. Zusätzlich zu seinem Stammsitz in Kienberg erhielt Jakob 1277 von König Rudolf I. von Habsburg die Erlaubnis, auf dem Allmendland von Küttigen die Burg Königstein zu errichten. Die Burg wurde 1279 erstmals als Kiungestein erwähnt; archäologische Funde weisen jedoch auf eine Erbauung rund 100 Jahre früher.
Vom Stift Beromünster wurde Jakob 1278 vor Gericht gezogen, weil er seine Vogteirechte über Stiftsgüter in Küttigen missbraucht habe. Am 16. Dezember 1281 urteilt ein Schiedsgericht darüber, wobei ihm sein Schwager Ulrich II. von Grünenberg Bürgschaft leistete. Jakob war mit Ulrichs Schwester Anna I. von Grünenberg verheiratet. Als Nachfolger von Ritter Ulrich I. von Bubenberg wurde Jakob von Kienberg 1293 zum Schultheiss von Bern gewählt. Er hatte dieses Amt bis Ostern 1298 inne.
Im Dorf Kienberg waren hohe und niedere Gerichtsbarkeit sowie der Kirchensatz Eigentum des Klosters Einsiedeln, das diese Rechte 1070 von Graf Rudolf von Rheinfelden, dem Herzog von Schwaben, erhalten hatte. Diese Rechte erhielt Hartmann III. von Kienberg, erwähnt von 1272 bis 1305, vom Einsiedler Kastvogt über Kienberg, König Albrecht I. von Habsburg, 1303 als Lehen. Als Gefolgsleute der Grafen von Frohburg und später der Grafen von Habsburg hatten die Kienberg gegen Ende des 13. und zu Beginn des 14. Jahrhunderts ein Konglomerat von verschiedenen Herrschafts-, Besitz- und Nutzungsrechten nördlich und südlich des Juras in Händen. Sie kontrollierten damit die drei Pässe Schafmatt, Salhöhe und Benkerjoch und hatten somit einen kleinen „Jura-Sattelstaat“ geschaffen.
Die Burg und die Herrschaft Kienberg wurden im Verlaufe des 14. Jahrhunderts verschiedentlich verpfändet und kamen 1398 an Petermann von Heidegg. Ein weiterer Familienzweig der Kienberg liess sich in Laufenburg AG nieder. Sowohl dieser wie auch die Zweige in Rheinfelden und Bern starben im frühen 15. Jahrhundert aus. Eine Familie bäuerlicher Herkunft führt den Namen Kienberg(er).

## Zweig Kienberg-Königstein
Hartmann III. von Kienberg hatte seinen Sitz auf der Burg Königstein. Die Nachfahren Hartmanns III. nannten sich ab 1312 nach dieser Burg, die als Reichslehen ab der Mitte des 14. Jahrhunderts zwischen den beiden Familienzweigen der Kienberg und der Kienberg-Königstein aufgeteilt war und damit zur Ganerbenburg wurde. Für das Jahr 1360 ist ein Rechtsstreit belegt, den die beiden Familienzweige wegen ihrer Burganteile führten. Wenig später schon wohnten die beiden Familien nicht mehr auf Königstein, sondern zogen in die Städte Aarau und Rheinfelden AG. 1417 verkauften sie die Burg mit den zugehörigen Gütern, Rechten und Leuten an die Stadt Aarau und liessen sich in Luzern nieder, wo die Familie 1517 letztmals nachweisbar ist.

## Wappen
Das Wappen der Herren von Kienberg ist in der Zürcher Wappenrolle (um 1330/1340) enthalten.
Blasonierung: Schild von Schwarz und Gold schräg geteilt, oben mit einem schräglinken silbernen Balken. Auf dem Helm ein nach vorn gebogenes schwarzes Büffelhorn (bzw. phrygische Mütze), nach hinten mit zehn silbernen Karten besteckt. Die Helmdecken sind aussen schwarz und innen golden. Als Helmzier wurde auch ein golden gestulpter schwarzer Spitzhut, mit goldenen Kugeln besät, dargestellt, oben mit goldenen Federn besteckt.
Das Wappen wird heute unverändert von zwei Gemeinden im ehemaligen Herrschaftsgebiet der Kienberg verwendet: Kienberg und Küttigen. Die Gemeinden Anwil und Oltingen führen deren Farben.

Wappen der Gemeinde Kienberg SO.
Wappen der Gemeinde Küttigen.
Wappen der Gemeinde Anwil.
Wappen der Gemeinde Oltingen.

## Personen
- Jakob (erwähnt ab 1276; † nach 1298), Ritter, 1293 bis 1298 Schultheiss der Stadt Bern
- Peter, Komtur zu Münchenbuchsee 1340–1349
- Hartmann III. (erwähnt 1272–1305), Ministeriale der Grafen von Habsburg
- Johann[8] (erwähnt 1325–1336), auch von Wiesenberg genannt, Begarde, Herkunft aus der Familie der Herren von Kienberg unsicher